# Dode Lambert
Pour les articles homonymes, voir Lambert.
Dode Lambert, de son vrai nom Dominique Delachaux-Lambert, née le 14 décembre 1948 à Lausanne, est une artiste-peintre, illustratrice et réalisatrice de courts métrages animés suisse. 

## Biographie
Dode Lambert suit entre 1966 et 1970 les cours de l'École cantonale d'art de Lausanne (ECAL). Elle reçoit trois ans de suite entre 1973 et 1975 une bourse en art appliqué. Elle expose ses œuvres dès 1976 dans de nombreuses expositions collectives, puis seule dès 1981. Entre 1981 et 1986, elle enseigne le dessin à l'École romande des arts graphiques (devenue depuis École romande d'arts et communication de Lausanne - ERACOM) et anime depuis 1997 des stages de peinture en France. Dès 2002, elle s'intéresse également à l'animation de sable. L'artiste et cinéaste Gisèle Ansorge était l'une de ses amies proches.
Elle vit et travaille depuis 1976 à Valeyres-sous-Ursins, dans le canton de Vaud. Mariée au sculpteur Gaspard Delachaux qu'elle a rencontré lors de ses études, elle est la mère de deux enfants, Anne et Simon,,,,.

## Peinture
Dode Lambert utilise plusieurs techniques picturales, dont la peinture acrylique, la peinture à l'huile ou la gouache, sur du papier, du carton ou du bois, pour jouer avec de nombreux personnages imaginaires, en pied ou en portraits, étranges, attendrissants, inquiétants ou drôles. Les personnages et les visages sont constamment présents dans ses tableaux, dont ils sont le centre : « J'ai toujours peint des personnages. Je n'arrive pas à m'en défaire et je ne veux pas m'en défaire », dit-elle. Pour Dode Lambert, « l'essentiel c'est de raconter l'émotion, celle qui transparaît chez le sujet et à laquelle [elle] est réceptive »,,.

### Expositions

#### Expositions collectives
- 1976 : 81 ASG Künstler im Stadthaus (Zurich) ;
- 1978 : Plomb - Plume - 3 Dim, galerie Unip (Lausanne) ;
- 1979 : Horizon 80, Musée cantonal des beaux-arts (Lausanne) ;
- 1980 : Microcosmes, Galerie suisse (Paris) ;
- 1982 : Chambres insolites - Taille de l'homme, Fondation Le Grand-Cachot-de-Vent, La Chaux-du-Milieu ;
- 1984 : Format, Musée cantonal des beaux-arts (Lausanne) ;
- 1985 : 6 Artistes à l'Hôtel de ville (Yverdon-les-Bains) ;
- 1987 : Galerie Bel-Étage (Bâle) ;
- 1988 : Cartes de vœux, Hôtel de ville, Yverdon-les-Bains ;
- 1993 : Lineart, foire internationale de l'art (Gand) ;
- 1999 : 6 Artistes de la cartothèque, Hôtel de ville, Yverdon-les-Bains ;
- 2001 : Jardin des délices, Hôtel de ville, Yverdon-les-Bains ;
- 2003 : 20 ans de l'Hôtel de ville, Yverdon-les-Bains ;
- 2004 : Tant qu'il y aura des fleurs…, Hôtel de ville, Yverdon-les-Bains ;
- 2005 : Intra Muros - Extra Muros, Hôtel de ville, Yverdon-les-Bains ;
- 2006 : Femmes, femmes, femmes, Galerie 16, Yverdon-les-Bains ;
- 2010 : Parallèles, bipèdes, et plus si entente (avec Gaspard Delachaux), Galerie de l'Hôtel de ville, (Yverdon-les-Bains)[10] ;
- 2013 : avec Marcus Egli et Frédéric Michaud, Atelier-galerie Hofstetter (Fribourg).

#### Expositions personnelles
- 1981, 1984 : Galerie Cimaise (Lausanne) ;
- 1983, 1986, 1988, 1991, 1994, 1998 : Galerie de Couvaloup (Morges) ;
- 1989, 1992, 1995, 2000, 2002, 2004, 2006 (Mininatures), 2009, 2015 : Galerie HumuS (Lausanne) ;
- 1993, 1996, 1999 : Galerie Stalder (Genève) ;
- 2007, 2013 : Atelier-galerie Hofstetter (Fribourg) ;
- 2012 : Galerie du Château d'Avenches.

### Collections publiques
- 1989 : Banque cantonale vaudoise (Lausanne) ;
- 1989 : Crédit foncier vaudois (Lausanne) ;
- 1990 : Crédit Suisse (Vaud).

## Livres

### Monographie
- Dode Lambert, Mininatures, Lausanne, éditions HumuS, 2009 (ISBN 978-2-940127-38-2 et 2-940127-38-7)[11].

### Ouvrages illustrés par Dode lambert
- Gisèle Ansorge et Dode Lambert, Pierres malicieuses, Lausanne, éditions des Terreaux, 1989, 55 p.[12]
- Denis Guelpa et Dode Lambert, Mater l'Alma, éditions HumuS et éditions Dumerchez, 2002 (ISBN 2-940127-25-5)[11].
- Edouard Dommen et Dode Lambert, Poudre d'or, 2018, 79 p. (ISBN 978-2-8399-2543-3).

## Films d'animation
- 2002 : Sables (animation de sable), créé pour le Muséum d'histoire naturelle de Neuchâtel, produit par Nag Film ;
- 2005 : HLM Quiproquo (animation de sable), produit par Nag Film. Le film raconte en 8 minutes comment les habitants d'une HLM se rapprochent les uns des autres lorsqu'ils s'allient pour éliminer un corbeau qui sème la hargne dans l'immeuble[13],[14],[15] ;
- 2006 : Animatou, réalisé en collaboration avec Claude Luyet, Georges Schwizgebel, Claude Barras, Roméo Andreani et Alexandre Lachavanne. Le film raconte en un peu plus de 5 minutes l'histoire d'un chat créé par un animateur pour se débarrasser d'une souris qui gêne son travail. Le film parcourt plusieurs techniques d'animation (dessin, peinture, sable, pâte à modeler et animation 3D), Dode Lambert réalisant l'animation de sable[16].